# Gotthard Handrick
Karl Hermann Gotthard Handrick (ur. 25 października 1908 w Żytawie, zm. 30 maja 1978 w Ahrensburgu) – niemiecki pięcioboista nowoczesny, mistrz olimpijski.
Zdobywca złotego medalu w igrzyskach olimpijskich w Berlinie w 1936 roku.
Był zawodowym żołnierzem, służył w Luftwaffe. Uczestniczył w hiszpańskiej wojnie domowej, jako pilot Legionu Condor. Brał też udział w II wojnie światowej, osiągając ostatecznie stopień Geschwaderkommodore.
Odznaczenia:
- Złoty Krzyż Hiszpanii z Mieczami
- Złoty Krzyż Niemiecki
- Krzyż Żelazny I i II klasy